# Aquitain
Pour les articles homonymes, voir Aquitain (homonymie).
Pour la période géologique, voir Aquitanien.
L'aquitain ou aquitanien, (gascon : aquitan) était une langue parlée par les Aquitains et Vascons habitant des deux côtés des Pyrénées, dans une aire comprise approximativement entre le massif d'Arandio et la Garonne, aire plus tard connue sous le nom de Vasconie, avant la conquête romaine et beaucoup plus tard jusqu'au Haut Moyen Âge. C'est une forme ancienne du basque ou basque archaïque et un substrat du gascon,,,.
Attesté entre le Ier et le IIIe siècle, l'aquitain était en contact linguistique avec le latin. Aucun texte long n'a été conservé, bien que des inscriptions épigraphiques contenant plus de 400 anthroponymes et 70 théonymes, soient facilement interprétables depuis le proto-basque.
Au nord des Pyrénées, son aire correspond aux provinces romaines d'Aquitania puis de Novempopulanie antiques.

Traces géographiques de la langue aquitaine. Les points rouges sont des endroits où des noms aquitains ont été découverts.

Répartition schématique de certains peuples Ibéroaquitains (en noir).

## Géographie
On sait cependant peu de choses de la langue elle-même même si son aire paraît bien établie par la présence de caractères aquitains dans la toponymie. Au nord, elle recouvrirait globalement le territoire de la Gascogne linguistique et du Pays basque. Les témoignages archéologiques, la toponymie et l'histoire semblent suggérer que ce fut un dialecte ou un groupe de dialectes de langue proto-basque, d'où l’appellation de basque archaïque. Les indices les plus notoires sont des inscriptions votives et funéraires latines trouvées dans les Hautes-Pyrénées qui contiennent environ deux cents noms personnels ou noms de dieux. Un des dialectes du basque a permis de donner un sens à ces noms.
Le terme « aquitain » a également été employé au XIXe siècle pour nommer tout ou partie du gascon parlé en Aquitaine.

## Hypothèses concernant son origine
L'origine de cette langue est inconnue et se confond avec celle du basque. Si l'on considère que l'aquitain se rapproche plus ou moins de l'ancêtre de la langue basque, il existe alors maintes théories sur son origine. Entre autres hypothèses, on a émis celle que le peuple proto-basque, présent avant les Celtes, descendrait tout simplement des habitants préhistoriques  (à moins qu'il ne s'agisse que d'une partie d'entre eux). On a recherché des mots proches dans les montagnes du Caucase alors qu'il n'y a pas de migration attestée ou historique entre ces deux régions très éloignées : le même phénomène de conservation de la langue des populations préhistoriques a pu s'y produire ; cet argument est à relativiser, d'une part parce que cette proximité est hypothétique, d'autre part parce que de nombreuses langues du Caucase n'en sont pas originaires. Le linguiste et bascologue français Michel Morvan suppose quant à lui un vaste substrat pré-indoeuropéen s'étendant sur presque toute l'Eurasie, d'où les termes communs relevés en basque et dans les langues du Caucase, mais aussi en dravidien, en Asie centrale, en bourouchaski et même au-delà vers l'Asie extrême orientale, voire en Amérique. (Cf. par exemple la correspondance malais /indonésien biji = grain, tagalog binhi "id." et basque *binhi > bihi "id." ou le waray guti "petit, peu" et basque guti "id".)  Menés sur des termes isolés et sans rapport avec la chronologie, ces rapprochements paraissent gratuits. Cependant lorsque des chaînes phonétiques et sémantiques intermédiaires peuvent être établies, comme avec le dravidien kuti "petit", cela donne raison à Michel Morvan.[réf. nécessaire]
Parmi les parentés envisageables on trouve le paléosarde dont certains termes sont identiques au basque : aritz "chêne", ospile "lieu frais", gorru "rouge" (basque gorri), berri, etc.[réf. nécessaire]
On a formulé d'autres hypothèses et théories sur l'origine de l'aquitain :
- le proto-basque est une langue apportée par des peuples qui se sont établis dans la zone à la fin du Paléolithique supérieur. La théorie s'appuie sur l'observation de Miguel de Barandiaran selon laquelle aitz, aitzur, aizkora signifient respectivement « pierre », « houe » et « hache ». Seuls des peuples qui ne connaissent pas le métal utiliseraient la même racine pour « pierre » et « hache » ; il est cependant à noter que l'outillage en pierre concernait aussi le Néolithique[13] ;
- l'aquitain serait lié aux langues caucasiennes (dont l'appartenance à une seule famille n'est pas démontrée)[14]. Selon des auteurs comme Michel Morvan, à la suite de Merrit Ruhlen ou Edward Vajda, l'aquitain avec l'étrusque et d'autres langues disparues forment la super-famille dené-caucasienne. Des représentants modernes de cette famille seraient, entre autres, certaines langues caucasiennes, le bouroushaski et la langue des Amérindiens de la famille na-dené en Amérique du Nord. Cependant, l'hypothèse de la famille dené-caucasienne est rejetée par la majorité des linguistes ;[réf. nécessaire]
- l'aquitain serait arrivé du Nord de l'Afrique. Cette théorie est relative au groupe vasco-ibérique, qui voit chez l'ibère une langue apparentée au basque (une théorie popularisée par Humboldt). Ainsi les Basques et les Ibères seraient apparentés aux Berbères et à d'autres langues africaines, ce qui semble autant sans fondement.[réf. nécessaire]

Toutes ces théories sont en ajournement par manque de preuves, à l'exception du vasco-ibérique. Cette dernière est la seule théorie qui continue à être amplement discutée dans les cercles de linguistes puisque les deux langues ont des similitudes suffisantes pour établir un certain type de relation. Cependant le basque moderne n'a pas aidé à la compréhension des textes ibères qui demeurent très obscurs.[réf. nécessaire]
Il existe aussi des indices d'une relation très ancienne entre les Aquitains, les Ibères et les peuples de la côte cantabrique, antérieure aux invasions indo-européennes des Celtes. Des groupes de consonnes tels que -sc- dans les noms de tribus, ainsi que la sonorisation de la séquence -nt- indo-européenne en -nd-, et les ressemblances entre des noms de dieux lusitaniens et aquitains sont quelques-uns des éléments qui appuieraient cette affirmation.[réf. nécessaire]
Il semble que l'aire de l'Aquitaine et des Pyrénées ait été fortement romanisée, par conséquent la langue n'a pas survécu dans la plupart du territoire (aujourd'hui dominé par des idiomes romans comme le gascon, le languedocien, l'aragonais, ou le catalan). De ce point de vue, le basque parlé en France (le Pays basque français) serait une survivance de l'extension originale de la langue à l'époque romaine. Cependant, il peut ne pas exister de coïncidences systématiques entre la localisation actuelle du basque et celle où le proto-basque aurait été parlé au moment de la conquête romaine : les textes antiques de l'Ouest du Pays basque actuel ne sont pas en basque et beaucoup d'éléments toponymiques sont indo-européens, ce qu'explique la théorie de l'euskarisation tardive.

## Relations avec d'autres langues
Si le rapport avec le proto-basque est accepté, alors la langue aquitaine n'aurait aucune autre langue relative connue dans le monde. C'est un isolat.
Le gascon (idiome occitano-roman), comporte aussi un lexique, une grammaire et une syntaxe ne pouvant s'expliquer que par un substrat aquitanien. Ce dernier s'est mêlé au latin populaire parlé sur le territoire de l'Aquitaine protohistorique après la conquête romaine, ce qui a donné lieu à une forme intermédiaire nommée aquitano-roman qui a évolué vers le proto-gascon.
Les dernières recherches montrent qu'en remontant plus loin dans le temps, on peut retrouver des traces d'extension linguistique de type bascoïde beaucoup plus étendues : toute l'Occitanie, une grande part des Pays catalans, l'Aragon, la Sardaigne, le nord de l'Italie, etc.
Par analogie, le basque actuel a permis d'identifier un certain nombre de mots d'origine aquitaine dans le gascon. Cependant plusieurs mots gascons d'origine aquitaine ne se retrouvent pas dans le basque moderne. Le languedocien méridional (idiome occitano-roman) possède certaines singularités identiques au gascon qui s'expliqueraient par l'influence aquitaine.
| Languedocien | Gascon           | Basque                       | Français  |
| ------------ | ---------------- | ---------------------------- | --------- |
| abajon       | avajon           | anabi ahabi                  | myrtille  |
| fragosta     | jordon gordoassa | mugurdi Racine *gurd- ?      | framboise |
| lagast       | lagast           | lakasta akain                | tique     |
| babi sabaud  | harri sapo       | apo De zapo, terme pré-latin | crapaud   |
| isard        | sarri            | sarrio                       | isard     |

Le rapport de l'aquitain avec le basque moderne peut se voir aisément :
| Aquitain                | Basque         | Français                         |
| ----------------------- | -------------- | -------------------------------- |
| andere, andre-          | andre          | femme (sens de "Madame")         |
| belex, -belex, -bel(e)s | beltz          | noir                             |
| cis(s)on                | gizon          | homme                            |
| nescato                 | neska          | fille (par opp. à "fils")        |
| sembe-                  | seme (<*senbe) | fils                             |
| seni                    | sein (<*seni)  | garçon / frère                   |
| sahar                   | zahar          | vieux                            |
| corri                   | gorri          | rouge                            |
| -co                     | -ko            | suffixe génitif locatif          |
| -tar                    | -tar           | suffixe pour indiquer le gentilé |

L'utilisation de ces mots et des éléments dans les noms en basque médiéval est assez bien connue et prouve qu'il y avait une continuité historique sur le plan linguistique entre l'ère pré-romaine et le Moyen Âge. Cependant, certains noms aquitains n'ont aucun équivalent moderne.
Plusieurs des noms en aquitain, particulièrement les noms de dieux, sont d'origine ibère. Comparons quelques noms aquitains aux bases anthroponymiques ibères :
| Aquitain     | Ibère       |
| ------------ | ----------- |
| Illurberriko | iltur-ber'i |
| Harbelex     | ar's-beles' |
| Baeserte     | baiser      |
| Belexcon-is  | beles'-kon  |
| Ennebox      | en(a)-bos'  |

## Géographie
Il existe des signes de la relation entre le Sud-Ouest de la France et les Basques depuis des temps très anciens. Pendant la conquête romaine de la Gaule par Jules César, l'Aquitania était le territoire entre la Garonne et les Pyrénées, habité par des peuples qui connaissaient un ordre de cavaliers. César écrit que ces derniers étaient très distincts en coutumes des autres Gaulois et leur langue différente de la langue celtique de la Gaule. Le fait que pendant le Moyen Âge, ce territoire ait été appelé Gascogne, un nom dérivé de Vasconia, et apparenté au mot basque (*eusk), ne s'explique pas par des mouvements limités de Vascons en 587, qu'on a surinterprétés. La désignation Novempopulanie est romaine et administrative (augustéenne), non directement ethnique. De nombreux signes indiquent que l'aquitanien aurait été parlé dans les Pyrénées, au moins jusqu'au Val d'Aran. Les noms de lieux qui finissent par -os, -osse, -ons, -ost et -once sont considérés comme d'origine aquitaine.
La situation au sud des Pyrénées est beaucoup moins claire car les informations historiques sont limitées. Les Caristes, les Vardules et les Autrigons, qui ont occupé l'essentiel de l'Ouest du Pays basque historique, sont habituellement considérés comme des Indo-Européens (tout comme les Celtes) et les ancêtres des Cantabres, habitant plus à l'ouest[réf. nécessaire]. Une même langue peut être parlée par des peuples très différents qui constituent des subethnies. Le processus de dialectalisation des langues crée de nouvelles langues apparentées. Une langue de grand usage peut se substituer aux langues locales qui disparaissent. Des ethnies différentes pourront donc l'adopter par commodité (par exemple le français remplace progressivement les langues dites régionales de France mais aussi en Afrique francophone) et inversement, des populations d'une même ethnie mais séparées finissent par ne plus parler que la langue dominante de leur région (acculturation). En l'occurrence, un bascophone pouvait théoriquement ne pas être Basque (peu vraisemblable avant l'ère moderne ; le bilinguisme potentiel est une autre situation)  et un Basque actuel peut ne pas parler la langue basque ou euskara.
Pour la période post-romaine, les premiers textes connus — comme ceux de la région du Guipuscoa — ne remontent pas avant le Moyen Âge [réf. nécessaire]. Ceci rend plus délicate l'identification de la langue parlée dans cette région, mais laisse penser que le territoire n'était peut-être pas peuplé de bascophones (théorie de l'euskarisation tardive)[réf. nécessaire]. Les Vascons, qui occupaient la Navarre actuelle, sont habituellement assimilés aux Basques (Vascos), leur nom étant l'une des preuves les plus importantes. En 1960, une stèle avec des noms aquitains fut retrouvée à Lerga et pourrait renforcer l'idée que les Basques et les Aquitains étaient proches.

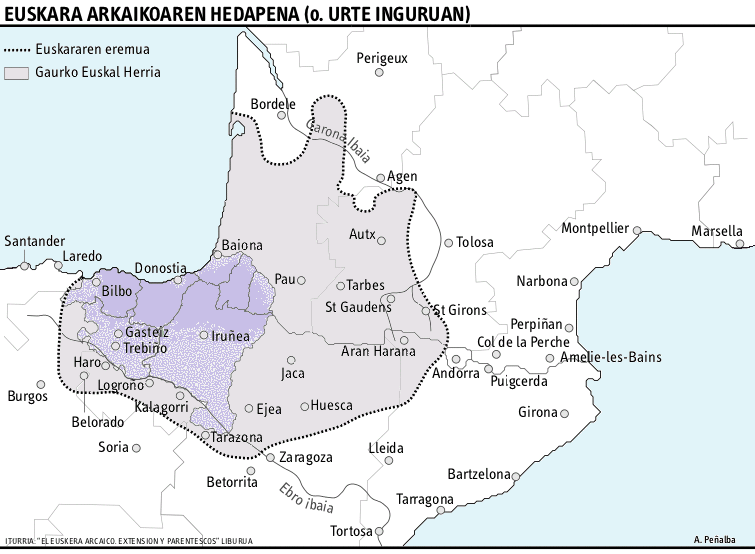
Extension supposée du basque au Ier siècle.
Similitude entre zone linguistique de l'aquitain et la Gascogne lors de l'expansion de l'Empire franc au VIe siècle.